# 障がい者の自立のために所得向上をめざす議員連盟
障がい者の自立のために所得向上をめざす議員連盟（しょうがいしゃのじりつのためにしょとくこうじょうをめざすぎいんれんめい）は、日本の超党派の議員連盟。

## 役員
| 役職       | 氏名       | 党派                 | 衆議院/参議院 |
| ---------- | ---------- | -------------------- | ------------- |
| 顧問       | 福島瑞穂   | 社会民主党           | 参議院        |
| 会長       | （空席）   | （空席）             | （空席）      |
| 会長代行   | （空席）   | （空席）             | （空席）      |
| 副会長     | 水落敏栄   | 自由民主党           | 参議院        |
| 副会長     | 山井和則   | 立憲民主党           | 衆議院        |
| 幹事長     | 山本博司   | 公明党               | 参議院        |
| 幹事長代行 | 小宮山泰子 | 立憲民主党           | 衆議院        |
| 幹事長代行 |            |                      |               |
| 事務局長   | 藤末健三   | 自由民主党           | 参議院        |
| 事務局次長 | 柿沢未途   | 自由民主党           | 衆議院        |
| 事務局次長 | 田村智子   | 日本共産党           | 参議院        |
| 事務局次長 | 野田国義   | 立憲民主党           | 参議院        |
| 幹事       | 安達澄     | 無所属               | 参議院        |
| 幹事       | 石橋通宏   | 立憲民主党           | 参議院        |
| 幹事       | 音喜多駿   | 日本維新の会         | 参議院        |
| 幹事       | 北村誠吾   | 自由民主党           | 衆議院        |
| 幹事       | 笹川博義   | 自由民主党           | 衆議院        |
| 幹事       | 塩田博昭   | 公明党               | 参議院        |
| 幹事       | 田畑裕明   | 自由民主党           | 衆議院        |
| 幹事       | 玉木雄一郎 | 国民民主党           | 衆議院        |
| 幹事       | 寺田静     | 無所属               | 参議院        |
| 幹事       | 冨樫博之   | 自由民主党           | 衆議院        |
| 幹事       | 中谷真一   | 自由民主党           | 衆議院        |
| 幹事       | 芳賀道也   | 国民民主党・新緑風会 | 参議院        |
| 幹事       | 馬場成志   | 自由民主党           | 参議院        |
| 幹事       | 平木大作   | 公明党               | 参議院        |
| 幹事       | 平口洋     | 自由民主党           | 衆議院        |
| 幹事       | 平山佐知子 | 無所属               | 参議院        |
| 幹事       | 藤井比早之 | 自由民主党           | 衆議院        |
| 幹事       | 舩後靖彦   | れいわ新選組         | 参議院        |
| 幹事       | 八木哲也   | 自由民主党           | 衆議院        |
| 幹事       | 山田太郎   | 自由民主党           | 参議院        |

## 会員議員

### 自由民主党

#### 衆議院
- 赤沢亮正
- 石破茂
- 今村雅弘
- 岩田和親
- 遠藤利明
- 大岡敏孝
- 小倉將信
- 勝俣孝明
- 上川陽子
- 神田憲次
- 木原誠二
- 工藤彰三
- 國場幸之助
- 小島敏文
- 後藤茂之
- 斎藤洋明
- 桜田義孝
- 田中英之
- 田村憲久
- 中村裕之
- 藤丸敏
- 細野豪志
- 堀内詔子
- 松本洋平
- 御法川信英
- 宮内秀樹
- 武藤容治
- 村井英樹
- 山口俊一

#### 参議院
- 朝日健太郎
- 猪口邦子
- 今井絵理子
- 北村経夫
- 滝波宏文
- 三宅伸吾
- 和田政宗

### 立憲民主党

#### 衆議院
- 逢坂誠二
- 奥野総一郎
- 海江田万里
- 金子恵美
- 源馬謙太郎
- 末松義規
- 田嶋要
- 中川正春
- 道下大樹
- 笠浩史
- 屋良朝博

#### 参議院
- 川田龍平
- 小西洋之
- 森本真治

### 公明党

#### 衆議院
- 伊佐進一
- 大口善徳

#### 参議院
- 竹谷とし子
- 宮崎勝
- 横山信一

### 日本維新の会

#### 衆議院
- 足立康史

### 国民民主党

#### 参議院
- 榛葉賀津也

### 教育無償化を実現する会

#### 衆議院
- 前原誠司

#### 参議院
- 嘉田由紀子

### 沖縄の風

#### 参議院
- 高良鉄美

## 引退・落選議員

### 元衆議院議員

#### 自由民主党
- 塩崎恭久（顧問）
- 鴨下一郎（会長）
- 神山佐市（事務局次長）
- 穴見陽一（幹事）
- 安藤裕（幹事）
- 左藤章（幹事）
- 冨岡勉（幹事）
- 安藤高夫
- 大隈和英
- 渡嘉敷奈緒美
- 馳浩
- 福山守

#### 立憲民主党
- 池田真紀
- 黒岩宇洋
- 日吉雄太
- 山川百合子

#### 公明党
- 高木美智代（会長代行）
- 石田祝稔
- 濱村進

#### 日本維新の会
- 井上一徳（幹事）

#### れいわ新選組
- 高井崇志

#### 無所属
- 初鹿明博（事務局次長）
- 秋元司
- 白須賀貴樹

### 元参議院議員

#### 自由民主党
- 山田修路

#### 立憲民主党
- 羽田雄一郎